# Tarmo Rüütli
Tarmo Rüütli (ur. 11 sierpnia 1954 w Viljandi, Estońska SRR) – estoński piłkarz, grający na pozycji pomocnika, trener piłkarski.

## Kariera piłkarska

### Kariera klubowa
W 1971 rozpoczął karierę piłkarską w klubie Norma Tallinn. W 1975 przeszedł do Pärnu Kalev, który potem zmienił nazwy na Pärnu Kalakombinaat. Od 1992 do 1994 występował w Pärnu Tervis.

## Kariera trenerska
W 1998 rozpoczął pracę szkoleniowca. Najpierw trenował kluby Pärnu Tervis, Flora Tallinn i Viljandi Tulevik. Od 1999 do 2000 prowadził również reprezentację Estonii. Potem powrócił do pracy z Viljandi Tulevik, a w 2003 został mianowany na stanowisko głównego trenera Levadii Tallinn. W styczniu 2008 stał na czele reprezentacji Estonii. W grudniu 2013 po wygaśnięciu kontraktu opuścił reprezentację. W międzyczasie również trenował Flora Tallinn i FC Nõmme United. W sezonie 2013/13 kierował klubem Tallinna Kalev. Od marca do maja 2014 pracował w kazachskim zespole Irtysz Pawłodar.

## Sukcesy i odznaczenia

### Sukcesy piłkarskie
- mistrz Estońskiej SRR: 1985
- zdobywca Pucharu Estońskiej SRR: 1981, 1982, 1988, 1990

### Sukcesy trenerskie
- mistrz Estonii: 2004, 2006, 2007
- zdobywca Pucharu Estonii: 2004, 2005, 2007